# Méallet
Méallet (occitan Miallit, prononcer Miagui), là một xã ở tỉnh Cantal, thuộc vùng Auvergne-Rhône-Alpes ở miền trung nước Pháp.Ses habitants sont appelés les Méallétois.

## Dân số
| 1901                                                            | 1906 | 1911 | 1921 | 1926 | 1931 | 1936 | 1954 | 1962 | 1968 | 1975 | 1982 | 1990 | 1999 |
| --------------------------------------------------------------- | ---- | ---- | ---- | ---- | ---- | ---- | ---- | ---- | ---- | ---- | ---- | ---- | ---- |
| 876                                                             | 909  | 869  | 778  | 784  | 746  | 704  | 504  | 435  | 379  | 304  | 248  | 185  | 173  |
| Nombre retenu à partir de 1968: Population sans doubles comptes |      |      |      |      |      |      |      |      |      |      |      |      |      |